# 池ノ内亮介
池ノ内 亮介（いけのうち りょうすけ、1988年11月22日 - ）は、日本の元警察官、元プロ野球選手（投手）。右投右打。三重県伊賀市出身。

## 経歴

### プロ入り前
三重県伊賀市立中瀬小学校時代、1年生の頃に中瀬ヒュービーズに入部し野球を始める。同桃青中学校時代には伊賀ボーイズに所属し、遊撃手としてプレー。高校はプロ野球出身者も多い岐阜県にある中京高に進学。当時は、外野手兼控え投手であった。同期に高森勇気、大抜亮祐がいた。中京学院大学に進学すると、本格的に投手に転向。チームでは二番手ながら先発の柱として活躍。中日ドラゴンズの二軍と対戦した際、直球だけで1イニングを無失点に抑えたこともあり、中日をはじめプロのスカウトも視察に訪れるようになる。
スピードのあるピッチングが評価されたことから、2011年の育成ドラフト会議で、広島東洋カープから2巡目で指名。育成選手として入団した。入団当初の背番号は「121」で、1993年に硬式野球部を創部した中京学院大の選手が（支配下登録選手を含めて）ドラフト会議でNPBの球団から指名されたのは初めての事例。東海地区大学野球岐阜学生リーグから直接ドラフトで指名されたのは、1993年に埼玉西武ライオンズから2位で指名された後に、同球団と広島に所属した朝日大学の山田潤以来、17年振りであった。

### 広島時代
2011年には、ウエスタン・リーグ公式戦1試合に登板。しかし、シーズン終盤から参加したフェニックスリーグでは、救援投手として9試合に登板した。
2012年には、前年のフェニックスリーグでの投球内容が評価されたことから、一軍の春季キャンプのメンバーに選ばれた。育成選手による一軍キャンプへの参加は、広島では初めてであった。しかし、シーズン中には一軍公式戦への登板機会がなかった。
2013年には、シーズンを通じて四国アイランドリーグplusの愛媛マンダリンパイレーツへ派遣されたが、リーグ最多の72与四球、同2位の14与死球を記録する一方で、先発陣の一員として、小林憲幸とともにチーム最多の12勝を挙げた。広島復帰後の11月1日には、育成選手契約から支配下選手契約へ移行することが球団から発表。この移行を機に、背番号を「68」に変更した。
2014年には、7月14日に入団後初めての出場選手登録。翌15日の対横浜DeNAベイスターズ戦（MAZDA Zoom-Zoom スタジアム広島）に中継ぎ投手として一軍デビューを果たすと、1回を無失点に抑えた。一軍公式戦全体でも2試合の登板で失点を喫しなかった。
2015年には一軍公式戦への登板機会がなく、10月1日に球団から戦力外通告を受けた。

### 広島退団後
2015年11月10日にシートバッティング形式の12球団合同トライアウト（草薙球場）へ参加した。しかし、対戦した打者3人から二塁打1本を含む2安打を浴びた。
引退後は株式会社トラバース（千葉市）を経て、2017年、大阪府警察に入庁。大阪府警察学校卒業後、寝屋川警察署地域課巡査として勤務。
2024年、大阪府警察を退職。同年、母校・中京学院大学硬式野球部のコーチに就任し、9年ぶりに野球界へ復帰した。

## 選手としての特徴・人物
荒れ球ながら最速151km/hのストレートと130km/h台の高速スライダーを投げるなどスピードのあるピッチングが持ち味。
中京高校時代のチームメイトとして高森勇気（元横浜DeNA）や大抜亮祐（元巨人）がいた。大学の1年後輩には広島でも同僚となる菊池涼介がいる。

## 詳細情報

### 年度別投手成績
| 年 度     | 球 団     | 登 板 | 先 発 | 完 投 | 完 封 | 無 四 球 | 勝 利 | 敗 戦 | セ 丨 ブ | ホ 丨 ル ド | 勝 率 | 打 者 | 投 球 回 | 被 安 打 | 被 本 塁 打 | 与 四 球 | 敬 遠 | 与 死 球 | 奪 三 振 | 暴 投 | ボ 丨 ク | 失 点 | 自 責 点 | 防 御 率 | W H I P |
| --------- | --------- | ----- | ----- | ----- | ----- | -------- | ----- | ----- | -------- | ----------- | ----- | ----- | -------- | -------- | ----------- | -------- | ----- | -------- | -------- | ----- | -------- | ----- | -------- | -------- | ------- |
| 2014      | 広島      | 2     | 0     | 0     | 0     | 0        | 0     | 0     | 0        | 0           | ----  | 9     | 2.0      | 2        | 0           | 2        | 0     | 0        | 0        | 0     | 0        | 0     | 0        | 0.00     | 2.00    |
| 通算：1年 | 通算：1年 | 2     | 0     | 0     | 0     | 0        | 0     | 0     | 0        | 0           | ----  | 9     | 2.0      | 2        | 0           | 2        | 0     | 0        | 0        | 0     | 0        | 0     | 0        | 0.00     | 2.00    |

### 記録
NPB投手記録
- 初登板：2014年7月15日、対横浜DeNAベイスターズ14回戦（MAZDA Zoom-Zoom スタジアム広島）、4回表に2番手で救援登板、1回無失点

### 独立リーグでの投手成績
| 年 度     | 球 団     | 防 御 率 | 登 板 | 勝 利 | 敗 戦 | セ 丨 ブ | 完 投 | 完 封 | 無 四 球 | 投 球 回 | 打 者 | 被 安 打 | 被 本 塁 打 | 奪 三 振 | 与 四 球 | 与 死 球 | 失 点 | 自 責 点 | 暴 投 | ボ 丨 ク |
| --------- | --------- | -------- | ----- | ----- | ----- | -------- | ----- | ----- | -------- | -------- | ----- | -------- | ----------- | -------- | -------- | -------- | ----- | -------- | ----- | -------- |
| 2013      | 愛媛      | 2.80     | 23    | 12    | 5     | 0        | 1     | 0     | 0        | 138.1    | 602   | 115      | 1           | 87       | 72       | 14       | 59    | 43       | 6     | 0        |
| 通算：1年 | 通算：1年 | 2.80     | 23    | 12    | 5     | 0        | 1     | 0     | 0        | 138.1    | 602   | 115      | 1           | 87       | 72       | 14       | 59    | 43       | 6     | 0        |

### 背番号
- 121 （2011年 - 2013年）
- 68 （2014年 - 2015年）
- 15 （2013年） ※愛媛マンダリンパイレーツでの背番号